# AVI (onderwijs)
AVI is de afkorting van Analyse van Individualiseringsvormen. Dit is een systeem dat in 1972 werd ontwikkeld en in 1994 gemoderniseerd door KPC groep te 's-Hertogenbosch met als doel het leesonderwijs te individualiseren en dat ondertussen een belangrijke plaats heeft ingenomen in het basisonderwijs in Nederland en Vlaanderen. In 2008 is het systeem drastisch veranderd.
Het AVI-systeem biedt twee grote toepassingen: enerzijds de indeling van teksten naar moeilijkheidsgraad en anderzijds de bepaling van de leesvaardigheid.

## Bepalen van de moeilijkheidsgraad van teksten
Het oude systeem had negen AVI-niveaus die elk overeenstemmen met een bepaalde complexiteit in het woordgebruik en de zinsstructuur. Om het AVI-niveau van een tekst te bepalen werd onder meer gebruikgemaakt van de leesindex A van Brouwer. Deze index geeft op basis van onder meer de woordlengte en de zinslengte een indicatie voor de moeilijkheidsgraad. Dit gaat meestal aan de hand van deze formule:
{\displaystyle leesindexA=195-2l_{zin}-{\frac {200}{3}}l_{woord}}
waarbij
- {\displaystyle l_{zin}} = gemiddelde zinslengte (woorden per zin)
- {\displaystyle l_{woord}} = gemiddelde woordlengte (lettergrepen per woord)

Hoe lager de leesindex A hoe moeilijker de tekst. De maximale leesindex A (zinnen van 1 woord dat bestaat uit 1 lettergreep) is dus 127 (195 - 2 - 66).
Een bepaalde leesvaardigheid hoort in Nederland bij het gemiddelde niveau van een bepaalde groep van de basisschool.
Vaak wordt gewerkt met een bepaald systeem (bijvoorbeeld aan de hand van kleuren) om aan te duiden op welk niveau kinderen zich bevinden.

Vlamingen lezen deze tabel als volgt: groep 3 komt overeen met eerste leerjaar van het basisonderwijs. Groep 6 met het vierde leerjaar. Zoals uit de normeringstabellen van de test blijkt lezen Vlaamse kinderen doorgaans iets minder vlot dan Nederlandse, mede omdat - door verschil in leerplichtwet - zij gemiddeld vier maanden jonger zijn.
| AVI Oud | leerjaar         | Leesindex A | zinlengte | lettergrepen | woordlengte | opmerkingen |
| ------- | ---------------- | ----------- | --------- | ------------ | ----------- | --- |
| 1       | maart groep 3    | 127-123     | <5        | 1            | 1,00        | 1 zin per regel, samengestelde zinnen verdeeld over twee regels, geteld als twee zinnen. evt. 1 medeklinkercombinatie                                                                                     |
| 2       | eind groep 3     | 123-112     | <6        | 2            | 1,00 - 1,10 | 1 zin per regel, samengestelde zinnen verdeeld over twee regels, geteld als twee zinnen 1-lettergrepige woorden eindigend op ng, nk, dt, zonder spellingsmoeilijkheden, evt. 3 medeklinkers achter elkaar |
| 3       | november groep 4 | 120-108     | <7        | 3-4          | 1,10 - 1,15 | zin kan doorlopen op volgende regel, nieuwe zin begint vooraan. Alle 1 en 2-lettergrepige woorden, 3 en meerlettergrepige woorden zonder spellingsmoeilijkheden                                           |
| 4       | maart groep 4    | 110-100     | < 7       | 3+           | 1,15 - 1,23 | zin kan doorlopen op volgende regel, nieuwe zin begint vooraan. Alle 3 en meerlettergrepige woorden, eenvoudige leenwoorden (portemonnee)                                                                 |
| 5       | eind groep 4     | 99-94       | 7         | 3+           | 1,23 - 1,30 | |
| 6       | november groep 5 | 93-89       | 8         | 3+           | 1,29 - 1,35 | |
| 7       | maart groep 5    | 88-84       | 9         | 3+           | 1,34 - 1,39 | |
| 8       | eind groep 5     | 83-79       | 10        | 3+           | 1,38 - 1,44 | |
| 9       | kerst groep 6    | 78-74       | 11        | 3+           | 1,43 - 1,48 | |

## Bepalen van de leesvaardigheid
Met behulp van de speciaal hiervoor ontwikkelde en gestandaardiseerde AVI-toets kan het leesniveau worden vastgesteld. Deze test heeft alleen betrekking op de technische leesvaardigheid en geeft dus geen inzicht in de mate waarin de lezer begrijpt wat hij leest.

## Vernieuwing van het systeem
De toetsen Leestechniek (groep 3) en Leestempo (groep 4 t/m 7) vervangen de huidige AVI- toetskaarten. Deze toetsen zijn bestaande toetsen van CITO. Alleen de zwakke lezers, of de lezers waarover twijfels bestaan, maken vervolgens de huidige AVI-toetskaarten voor meer diagnostische informatie. De technische moeilijkheidsgraad ofwel het AVI-niveau van kinderleesboeken wordt bepaald met een meer geavanceerde formule (de zogenaamde CILT, voluit: Cito Index voor de LeesTechniek). De aanduiding van de AVI-niveaus is hierdoor veranderd.
Het nieuwe AVI-systeem heeft twaalf niveaus die zijn gekoppeld aan de groepen in het Nederlandse basisonderwijs. De codering is niet een op een te koppelen aan het oude AVI-systeem, maar is gekoppeld aan het leesniveau van de gemiddelde leerling in een groep.
De codering begint met AVI-Start, vergelijkbaar met het oude AVI-1 voor beginnende lezers; daarna komt AVI-M3, wat staat voor het gemiddelde niveau van Midden groep 3; vervolgens komt AVI-E3 voor het gemiddelde niveau voor Eind groep 3. De codering gaat op dezelfde manier verder voor de groepen 4, 5, 6 en 7; het niveau na AVI-E7 wordt aangeduid met AVI-Plus.

## Kritiek
Er is kritiek op de nieuwe toetsen technisch lezen. Hierin ligt de nadruk vooral op het vlot lezen en minder op het goed lezen. Zo kan het voorkomen dat kinderen die veel fouten lezen, volgens de toets de leerstof toch voldoende beheersen. Deze onevenredige nadruk op het vlot lezen zou het onnauwkeurig lezen in de hand werken. Ook zijn de teksten veelal negatief van inhoud en komen sommige woorden onevenredig vaak voor.
In december 2009 verscheen op het weblog Testen en Toetsen een bijdrage onder de titel De dood van AVI waarin kritiek wordt geuit op 'het rommelen' met de AVI-niveaus.